# ヘパトゾーン
ヘパトゾーンはアピコンプレックス門に属する寄生性原生生物。ヘモグレガリナ類のうち中間宿主へ経口感染することを特徴とする一群である。イヌなどにヘパトゾーン症を引き起こすことが知られている。分類学上はヘパトゾーン科(Hepatozoidae)ヘパトゾーン属(Hepatozoon)の所属とする。

## 生態
吸血動物を終宿主、陸生脊椎動物（哺乳類、鳥類、爬虫類、両生類）を中間宿主とする。生殖母体は中間宿主の赤血球または白血球中に生じ、吸血によって終宿主へと移行する。終宿主の腸管内で雌雄の生殖母体が連接(syzygy)を行い、血体腔または腸管壁でスポロゴニーを行って大きなオーシストを形成する。生じたオーシストを中間宿主が摂食することで感染が成立するが、食物連鎖によって複数の中間宿主を経由する場合も知られている。オーシストを脱出したスポロゾイトは肝臓など各種臓器でメロゴニーを行い、その後血球中に生殖母体が現れる。

## 分類
300種以上が知られているが、非常に多様な生物を含んでおり、多系統的であると考えられている。
いくつか例を挙げるに留める。
- Hepatozoon aegypti
- Hepatozoon americanum
- Hepatozoon canis （犬ヘパトゾーン症の病原体）
- Hepatozoon erhardovae
- Hepatozoon felis
- Hepatozoon muris
- Hepatozoon procyonis
- Hepatozoon ursi

### 近縁属
ヘモグレガリナ類のうち陸生の宿主に寄生するものは大部分がヘパトゾーン属に分類されてきたが、分子系統解析に基づき以下の4属に分類することが提案されている。ただしこの提案には、分子情報の収集が不十分で時期尚早であるという批判が寄せられている。
| 属                               | 接合様式 | スポロゴニー |
| -------------------------------- | -------- | ------------ |
| Hepatozoon W.Miller, 1908        | syngamy  | 1段階        |
| Karyolysus Labbé, 1894           | syzygy   | 2段階        |
| Hemolivia Petit et al., 1990     | syzygy   | 2段階        |
| Bartazoon Karadjian et al., 2015 | syzygy   | 1段階        |

上表で、スポロゴニーが1段階とは、オーシストの内部でスポロシストの発達が完了することを指し、2段階とはオーシストから運動能を持ったスポロキネート（sporokinete）が放出され、これが新たな細胞内に侵入してからスポロシストが発達することを指している。後者の過程は論者によっては、スポロゾイトが放出され新たな細胞で被嚢したメロゾイトが生じると解釈する場合もある。
このうちKaryolysusとHemoliviaは従来カリオリーズス科に分類されてきたものであり、Bartazoonはヘパトゾーン属の一部を分割して設立されたものである。

## 歴史
1908年に実験用ラットの血流中に見出されHepatozoon perniciosumと命名されたのが初めである。後にこの種は1906年にLeucocytozoon murisと命名された生物と同種とされたため、Hepatozoon murisが正しい学名となる。